# Odile Chalvin
Pour les articles homonymes, voir Chalvin.
Odiel Chalvin, née le 2 octobre 1953 au Bourg-d'Oisans, est une skieuse alpine française.

## Résultats

### Coupe du monde
- Meilleur résultat au classement général : 27e en 1973 et  1975
- 1 podium lors de la Coupe du monde de ski alpin 1973 (2e de l'épreuve de slalom de Val-d'Isère)

### Championnats de France
Elle a été 2 fois Championne de France : 
- Championne de France de Slalom Géant en 1974
- Championne de France de Combiné en 1974